# Fardel (Wasserballspieler)
Fardel war ein französischer Wasserballspieler.

## Karriere
Fardel nahm an den Olympischen Spielen 1900 in Paris teil. Hier erreichte er mit der Mannschaft Pupilles de Neptune de Lille II den dritten Rang und gewann somit nach heutigem Medaillenvergabesystem Bronze. Neben der olympischen Beteiligung absolvierte er vier Spiele für die französische Nationalmannschaft.